# ОШ „Васа Чубриловић” Градишка
ОШ „Васа Чубриловић” је једна од основних школа на подручју града Градишке. Налази се у улици Михајла Пупина бр. 10 у Градишци. Име је добила по Васи Чубриловићу српском академику, професору Београдског универзитета, министру и историчару. Као гимназијалац био је учесник у Сарајевском атентату.

## Историјат
Школа у Градишци отворена је 1860. године. Према попису из 1885, у Градишци су постојале двије српске школе, али поузданији писани траг о школама датира из 1887, када се помиње Српска православна школа у близини православне цркве. Школа је 1891. имала 137 ђака и два учитеља. Црквеношколска општина је 1893. саградила нову школску зграду, чију градњу је помогао митрополит дабробосански Георгије (Николајевић). Нешто повољнији услови за школовање српске дјеце били су од 1905, када је аустроугарска власт признала црквеношколску аутономију. Послије Првог свјетског рата у Градишци су радиле двије основне школе - државна и приватна, али су у Другом свјетском рату угашене. По завршетку рата поново је отворена школа у Градишци, а исти разред похађала су дјеца различитог узраста. С обзиром на њихову бројност, једна школа није могла прихватити све ученике, па су педесетих година формиране још двије школе. Тако су у Градишци радиле три мање школе у дотрајалим објектима. Нова осмогодишња школа, са спортском двораном, саграђена је 1962, а настава је почела 1. фебруара. Званичном отварању присуствовао је др Иван Рибар и школа је добила име његових синова - ОШ "Браћа Рибар". Приликом усељења имала је око 900 ученика. За неколико година њихов број је порастао на око 1.500, па су изграђене двије нове школе - једна на периферији града, у Крушкику (1971), а друга на Сењаку (1979). Школа је до 1992. имала 1.200- 1.300 ученика годишње. У току Одбрамбено-отаџбинског рата 1992- 1995. похађало ју је око 800 ученика, али је настава више пута прекидана (1991, 1992. и 1995). Године 1993. школа је добила име свог суграђанина, историчара Васе Чубриловића, који је у Градишци похађао основну школу, претечу ове школе. Једна је од пет школа у Републици Српској која је 1998. изабрана да се у њој проводи експериментални пројекат интерактивног учења. У саставу школе дјеловала је Музичка школа, која је од 2002. самостална основна музичка школа, под називом "Бранко Смиљанић". Школу "Васа Чубриловић" је 2007/2008. похађало 986 ученика, а 2015/2016. имала је 791 ученика, 58 наставника, три вјероучитеља православне и једног исламске вјеронауке. Поред педагога, има дефектологе, логопеда, школског психолога и медијатекара. Школска библиотека обухвата више од 20.000 књига. На Видовдан 1994. потписана је повеља о братимљењу са ОШ "Душан Ђурђевић" из Младеновца, Србија.